# Keramika
Med keramične materiale spadajo vse nekovinske in anorganske snovi. Od kovin se ločijo po predznaku temperaturnega koeficienta električne upornosti - pri kovinah je pozitiven, pri keramiki negativen. Umetne snovi ali polimeri so sestavljene iz ločenih molekul, ki so med seboj povezane s šibkimi van der Waalsovimi vezmi. V keramičnih snoveh ni diskretnih molekul, temveč prostorske skupine, ki so sestavljene iz ene ali več vrst atomov. Te skupine so lahko urejene - tvorijo kristalno mrežo, ali neurejene - amorfne snovi ali stekla.
Pretežni del keramičnih materialov predstavljajo spojine kovin z nekovinskimi elementi. To so spojine elementov od III A do VII A skupine periodnega sistema. Keramična gradiva so predvsem oksidi, manj je karbidov, boridov, nitridov, sulfidov...

## Zgodovinski razvoj keramike
Razvoj keramike poteka od prvih pojavov človeških skupnosti in uporabe najstarejše lončenine, katera se je postopoma razvila v keramiko sodobnega človeka. Kronološko delimo keramiko v pet obdobji, ki so povezana s petimi keramičnimi zvrstmi:
- Najstarejše obdobje je terakota;
- Sledi izboljšana zvrst imenovana majolika – fajansa;
- Približno v istem času se pojavi kamenina;
- V zadnjem obdobju pa belo prstena keramika.

## Vrste keramike
Danes pa keramiko delimo v dve osnovni skupini;
- tradicionalno ali klasično keramiko, ki zajema proizvode na osnovi gline kot so kamenina, lončevina, porcelan, ploščice, opeka in strešniki; in
- sodobno ali tehnično keramiko.

Vsaka od teh vrst se deli še naprej v grobo keramiko za vsakdanjo uporabo, največ v gospodinjstvu in kuhinjah ter umetniško keramiko z izbrano estetsko obliko za posebne predstavitve in uporabo.
Glede na uporabnost, so keramični izdelki običajno razdeljeni v štiri skupine:
Grobo keramiko
- Gradbena keramika vključno opeka, cevi, tlakovci in strešniki.
- Ognjevarni materiali, kot so obloge za različne peči.

Fino keramiko
- Beli izdelki: namizni pribor, kuhinjski pripomočki, stenske ploščice, keramični izdelki in sanitarna oprema.
- Tehnična, znana tudi kot inženiring, napredna, posebna fina keramika. To so ploščice, ki se uporabljajo v vesoljskem programu, šobe za plinske gorilnike, balistično zaščito, pelete jedrskega goriva, biomedicinski vsadki, prevleke lopatic turbin reaktivnih motorjev, keramične disk zavore, raketne konice, itd. Pogosto te surovine ne vsebujejo gline.[1]

Glede na temperaturo žganja pa na:
- keramiko žgano pri temperaturah od 900 do 1050 °C,
- keramiko žgano pri temperaturah od 1050 do 1200 °C in
- keramiko žgano pri temperaturah od 1200 do 1450 °C.

Glede na strukturo materiala pa keramiko delimo na:
- tradicionalno in navadno keramiko,
- novo, moderno ali tehnično keramiko.

## Lastnosti
- velika tlačna trdnost,
- dobra kemična obstojnost,
- visoko tališče,
- majhna električna in toplotna prevodnost,
- majhna žilavost in odpornost proti udarcem

## Surovine
Glede na vrsto keramike, ločimo tudi surovine iz katere so narejene. Surovine so naravne in umetne.
Naravne surovine so: gline, kaolini, kremenovi peski, glinenci, lojevci, sljude, karbonati in wollastonit.
Umetne ali sisntetične surovine pa so: glinica, cirkonijev oksid, silicijev karbid, silicijev nitrid in druge.
Za oblikovanje keramike pa se uporabljajo tudi razni dodatki, večinoma organske snovi, ki keramiki določajo posebne lastnosti: zmanjšajo površinsko napetost tekočin, povečajo stabilnost suspenzij, pospešujejo usedanje, zagotavljajo ustrezno trdnost in lajšajo oblikovanje.

## Uporabna keramika
Uporabna keramika zavzema področje keramičnih izdelkov, ki jih uporabljamo vsakodnevno. Gre za gospodinjsko in dekorativno keramiko, ki se proizvaja predvsem na tri različne načine:
- vlivanje (tekoča glina zapolni mavčne modele)
- stiskanje (mavčni modeli s pomočjo hidravlike odtisnejo izdelek)
- lončarjenje (ročno oblikovanje na lončarskem vretenu)

## Druga uporaba keramike
- Rezila: rezilo keramičnega noža bo ostala ostra precej dlje, kot jeklenega, čeprav je bolj krhek in se lahko zlomi zaradi padca na trdo podlago.
- Keramični zavorni diski za vozila so odporni proti obrabi pri visokih temperaturah.
- Napredne kompozitne keramične in kovinske matrike so bile oblikovane za večino sodobnih oklepnih bojnih vozil, saj ponujajo vrhunsko zaščito pred prebojnimi sredstvi in kinetično energijo prodiranja.
- Keramika, kot so aluminijev oksid in borov karbid sta bila uporabljena v neprebojnih oklepnih jopičih za zavarovanje pred streli velikega kalibra. Podoben material se uporablja za zaščito v kabinah nekaterih vojaških letal, zaradi majhne teže materiala.
- Keramiko lahko uporabimo namesto jekla za ležaje. Njihova večja trdota pomeni, da so veliko manj dovzetni za obrabo in imajo tudi do trikrat daljšo življenjsko dobo od jeklenih. Prav tako se manj deformirajo in se lahko hitreje vrtijo. V primeru zelo visoke hitrosti, lahko toplota trenja med valjanjem povzroči težave pri kovinskih ležajih, ki se zmanjšajo z uporabo keramike. Keramika je tudi kemično odporna in se lahko uporablja v mokrih okoljih, kjer bi jekleni ležaji zarjaveli. Dve pomanjkljivosti keramičnih ležajev pa so, da so bistveno dražji in dovzetni za poškodbe zaradi udarcev.
- V začetku leta 1980 je Toyota raziskovala proizvodnjo adiabatnem motorja z uporabo keramičnih sestavnih delov v vročem območju plina. Keramika naj bi omogočila temperature nad 1650 °C. Pričakovane prednosti bi bile lažji materiali in manjši hladilni sistem, kar vodi do pomembnega zmanjšanja teže. Pričakovano povečanje učinkovitosti porabe goriva v motorju ni bilo mogoče preveriti eksperimentalno; ugotovili so, da je prenos toplote od vročih keramičnih cilindričnih sten višja kot jo prenese hladnejša kovinska stena hladilnika, film na kovinski površini deluje kot toplotni izolator. Tako kljub vsem tem zaželenim lastnostim, ti motorji niso uspeli v proizvodnji zaradi stroškov za keramične komponente in omejenih prednosti.
- Raziskave so bile narejene tudi v razvoju keramičnih delov za plinske turbine motorjev. Turbinski motorji, izdelani s keramiko lahko delujejo bolj učinkovito, kar letalom omogoča večji doseg in več tovora za določeno količino goriva.
- Nedavni napredek je bil dosežen pri biokeramiki, kot so zobni vsadki in umetne kosti. Hidroksiapatit, naravna mineralna sestavina kosti, je bila sintetično pridobljena iz številnih bioloških in kemičnih virov, se lahko oblikuje v keramične materiale. Ortopedski vsadki prevlečeni s temi materiali se takoj vežejo na kosti in druga tkiva v telesu, ne da bi jih telo zavrnilo ali bi prišlo so vnetne reakcije. Zato so zelo zanimivi za tkivno inženirstvo. Prav tako se uporabljajo kot polnila za ortopedske plastične vijake za pomoč pri zmanjševanju vnetja in povečanju absorpcije teh plastičnih materialov. Narejene so bile raziskave, da bi močne, goste nanokristalinske hidroksiapatitne keramične materiale za ortopedske pripomočke, ki nosijo težo, nadomestili s plastičnimi ortopedskimi materiali iz sintetite, z naravno, mineralno kostno maso. Ti keramični materiali se uporabljajo kot nadomestek kosti ali z vključitvijo beljakovin in kolagena, kot sintetične kosti.
- High-tech keramika se uporablja v urarski industriji. Material cenijo urarji zaradi lahke teže, odpornosti na praske, trpežnosti in gladkosti na dotik. IWC je ena od znamk, ki je sprožila uporabo keramike pri izdelavi ur. Primer je pilotski dvojni kronometer IWC 2007 Top Gun, zgrajen na črno keramiko.[2]

## Keramika v arheologiji
Keramični artefakti imajo pomembno vlogo v arheologiji za razumevanje kulture, tehnologije in obnašanje ljudstev v preteklosti. So med najpogostejšimi artefakti, ki jih je mogoče najti na arheološkem najdišču, večinoma so v obliki drobnih zdrobljenih fragmentov lončenine imenovane črepinje. Obdelava zbranih črepinj mora biti skladna z dvema glavnima vrstama analize: tehnično in tradicionalno.
Tradicionalna analiza obsega sortiranje keramičnih artefaktov, črepinj in večjih kosov v določene vrste, ki temeljijo na slogu, sestavi, proizvodnji in morfologiji. Z ustvarjanjem te tipologije je mogoče razlikovati med različnimi kulturnimi slogi, z namenom keramičnega in tehnološkega stanja ljudstev. Poleg tega da je videti slogovne spremembe keramike v daljšem časovnem obdobju, je mogoče ločiti keramiko v različne diagnostične skupine. Primerjava keramičnih predmetov z že znanimi skupinami, omogoča kronološko razdelitev teh delov.
Tehnični pristop k analizi keramike obsega natančnejši pregled sestave predmetov za določitev vira materiala in s tem morebitnega mesta proizvodnje. Ključni kriteriji so sestava gline in trdota, ki se je uporabljala pri izdelavi izdelka.

## Keramika v umetnosti
- Fajansa - (fr. iz Faensa, italijanskega mesta, kjer so izdelovali keramiko) - predžgana, pogosto barvasta, v ognju posteklena s cinkovim loščem.
- Majolika - italijansko ime za fajanso.
- Porcelan - (iz lat. porcellus za 'pujsek') - iz kaolina in glinenca ter lošču podobne snovi; Pogosto poslikan pred loščenjem ali potem.
- Beloprstena posoda - belo žgana, neostekljenena keramika s svinčenim loščem (iz Anglije 1720).
- Kamena posoda - svetleči lošč nastane ob izhlapevanju med žganjem. Malo barv: kobalt, manganovo vijolična, rjava (dimljena).
- Terakota - (lat. terra za 'zemlja' in cotta za 'žgana') - zaradi odpornosti pogosto uporabljena kot gradbena keramika (tempeljski zatrep, čelna opeka) ali za kiparske izdelke.

### Krasilne tehnike v nežgani glini
- tehnika vrezovanja - s primernim pripomočkom (glavnikom, metlico,...) vrezujemo ornament v mehko glino;
- tehnika prediranja ali perforacija - z nožem izrežemo posamezen vzorec v polsuhi glini;
- tehnika sgraffito - s kovinsko konico vpraskamo risbo v prej pripravljen nanos;
- tehnika dolbenja - z rezilom označimo dekoracijo, ki jo nato izdolbemo iz glinene mase;
- tehnika vtiskovanja z valjanjem - matrico z vzorcem (na primer čipko) z valjarjem uvaljamo v mehko glino;
- tehnika vtiskovanja s predmeti (školjke, rastline, zrnje,...) ali pečatniki, koleščki;
- tehnika apliciranja - vnaprej izdelani dekorativni elementi se nalepi na vlažno površino iz mehke gline ali kako drugače vgradi vanjo;
- groba barbotinska tehnika - naredimo površino predmeta neenakomerno reliefno;
- tehnika modeliranja - ta tehnika pozna nizki, visoki in globoki relief oziroma omogoča tridimenzionalno podobo;
- tehnika inkrustriranja - vstavljanje različne vrste materialov in okrasnih vložkov v glineno osnovo;
- tehnika poliranja - je površinska obdelava predmeta;
- tehnika poslikave z engobo (je tekoča glina naravnih barv ali obarvana z oksidi) - na vlažno glineno podlago s čopičem nanašamo engobo;
- tisk s šablono
- tehnika mocha - površino se prelije s svetlo engobo, nanjo kane kapljico čaja mocha, ki se razlije v tipično dekoracijo.